# Iaai jezik
Iaai jezik (iai, yai; ISO 639-3: iai), jedan od tri jezika podskupine îles loyauté kojim govori 1 560 ljudi (1996 popis) na novokaledonskom otoku Ouvéa u otočju Îles Loyauté.
Pripada široj skupini Dalekih oceanijskih jezika. Uči se u osnovnim školama.

## Vanjske poveznice
- Ethnologue (14th)
- Ethnologue (15th)